# Mu Arae b
Mu Arae b, обозначавана още като HD 160691 b и официално наречена Кихот, е екзопланета, обикаляща около звездата Mu Arae в съзвездието Аra (Жертвеник).
Планетата има поне 1,6 пъти масата на Юпитер, а орбиталният ѝ период е 643,25 дни. Откриването на тази планета е обявено на 12 декември 2002 г.
Въпреки че самата планета вероятно е газов гигант без твърда повърхност, орбиталното разстояние от 1,5 астрономически единици от звездата ѝ я поставя в обитаемата зона. Поради това, ако съществуват големи спътници на планетата, те биха могли потенциално да поддържат живот.